# Гнетум
Гнетум (Gnetum) — рід голонасінних класу гнетоподібних, єдиний рід свого порядку і родини. Це дводомні тропічні вічнозелені дерева, чагарники і частіше всього ліани. Мешкають в Індомалазії, тропічній частині Західної Африки, Фіджі та в північних районах Південної Америки. Запилюється комахами.
Пилок не виробляється у великих обсягах; як чоловічі, так і жіночі стробіли є запашними (запах різних видів, від солодкуватого до гнильного); і стробіли, як правило, відкриваються вранці, або у деяких видів у вечірній час. Листки супротивні, черешкові, без прилистків, прості, еліптичні, з пір'ястими жилками і цілими полями. Чоловічі стробіли складаються з тичинки і оцвітини, жіночі стробіли це яйцеклітини з 2 покровами і оцвітиною. Насіння кісточковоподібне, укладене в червоний, помаранчевий або жовтий, м'ясистий (рідко лише кірка) псевдоплід.
Гнетові займають в еволюції та систематиці рослин особливе становище. Їхні викопні рештки досі не виявлено. Але результати морфологічних і молекулярно-біологічних досліджень свідчать про те, що гнетові пов'язані тісними родинними зв'язками з двома іншими родами абсолютно не схожих на них рослин — химерною вельвічією з африканської пустелі Наміб та представниками роду ефедра, що трохи нагадують зовнішнім виглядом хвойні рослини.
Молоде листя і велике насіння деяких видів люди використовують у їжу.

## Види
1. Gnetum acutum
2. Gnetum africanum
3. Gnetum arboreum
4. Gnetum bosavicum
5. Gnetum buchholzianum
6. Gnetum camporum
7. Gnetum catasphaericum
8. Gnetum chinense
9. Gnetum contractum
10. Gnetum costatum
11. Gnetum cuspidatum
12. Gnetum diminutum
13. Gnetum edule
14. Gnetum formosum
15. Gnetum giganteum
16. Gnetum globosum
17. Gnetum gnemon
18. Gnetum gnemonoides
19. Gnetum gracilipes
20. Gnetum hainanense
21. Gnetum interruptum
22. Gnetum klossii
23. Gnetum latifolium
24. Gnetum latispicum
25. Gnetum leptostachyum
26. Gnetum leyboldii
27. Gnetum loerzingii
28. Gnetum luofuense
29. Gnetum macrostachyum
30. Gnetum microcarpum
31. Gnetum montanum
32. Gnetum neglectum
33. Gnetum nodiflorum
34. Gnetum oblongum
35. Gnetum oxycarpum
36. Gnetum paniculatum
37. Gnetum parvifolium
38. Gnetum pendulum
39. Gnetum raya
40. Gnetum ridleyi
41. Gnetum schwackeanum
42. Gnetum tenuifolium
43. Gnetum ula (syn. Gnetum edule)
44. Gnetum urens
45. Gnetum venosum